# ارتش آزادیبخش روهینگیای آراکان
ارتش آزادی‌بخش روهینگیای آراکان (به برمه‌ای: အာရ်ကန်ရိုဟင်ဂျာ ကယ်တင်ရေးတပ်မတော်، به انگلیسی: Arakan Rohingya Salvation Army ARSA)، که به اختصار ARSA نامیده می‌شود، یک گروه شورشی روهینگیایی است که در جنگل‌های شمال ایالت راخین در میانمار فعالیت می‌کند. این گروه گاهی با نام پیشین‌اش حرکت‌الیقین (به انگلیسی: Faith Movement) نیز شناخته می‌شود. بر اساس گزارش گروه بین‌المللی بحران در دسامبر ۲۰۱۶ این گروه به وسیلهٔ عطاالله رهبری می‌شود. عطاالله یک روهینگیایی است که در کراچی پاکستان به دنیا آمده و در مکه در عربستان سعودی بزرگ شده‌است. سایر اعضای رهبری ارتش آزادیبخش روهینگیای آراکان، گروهی از مهاجران روهینگیایی هستند که در عربستان سعودی زندگی می‌کنند.